# Amblymora excavata
Amblymora excavata là một loài bọ cánh cứng trong họ Cerambycidae.